# 沼田伸彦
沼田 伸彦（ぬまた のぶひこ、1956年3月24日 - ）は、日本のジャーナリスト、実業家である。神戸新聞社へ入社し、デイリースポーツ記者を勤め、神戸新聞取締役・デイリースポーツ社長となった後、兵庫県のテレビ局・サンテレビジョン第13代社長を務めた。岡山県真庭市出身。

## 経歴

### 生い立ち
1956年（昭和21年）岡山県上房郡北房町（現：真庭市）に生まれる。1971年（昭和46年）、地元に近い岡山県立高梁高等学校へ入学する。同期には、漫画家の平松伸二がいた。1974年（昭和49年）高梁高校を卒業後、生まれ育った岡山県を離れ、京都で1年間の浪人生活を送る。その後、大阪大学文学部へ進学する。1979年（昭和54年）3月、同大学を卒業し、神戸新聞社に入社しデイリースポーツ記者を務める。

### 新聞記者として
長年、記者として勤める中で、沼田自身がポリシーとしていることがあり、視聴者のスタンスに立つことを意識していた。これは、自身がプロ野球の担当記者だった時に、一年中取材していると選手との距離も近くなり、ある時、思い入れのある選手が原因で試合に負けると、個人的な感情により、書く記事を鈍らせたりもするが、やはりそこは読者が知りたいことを書くのがスタンスだと考えていると、述べている。
沼田は、デイリースポーツに30年以上在籍し、その間、記者時代はプロ野球を通算10年担当した。駆け出しの頃、阪神タイガースの担当だったときには、後の監督である岡田彰布の新人王獲得手記を他紙に先んじて連載した。その縁で、阪神・岡田や掛布雅之との親交は今も続いている。「阪神担当というプレッシャーも楽しい思い出。多くの人とのつながりが大きな財産になっている」と後の新聞取材で語っている。この他にも、バルセロナ五輪、ゴルフのマスターズ・トーナメント等の取材を担当している。
また、沼田は、地元岡山県の「晴れの国大使」や真庭市の「観光サポーターズ倶楽部」メンバーとして故郷の宣伝にも積極的に参加している。「岡山は兵庫に比べ、山海の幸や観光資源の豊かさに何ら遜色ない。なのに認知度は及ばない。」とネット時代に合った情報発信力強化の必要性を述べていた。
その後、2010年（平成12年）2月、神戸新聞取締役・デイリースポーツ事業本部長へ就任する。同年、デイリースポーツの社長に就任し、2016年（平成18年）6月、沼田が60歳のときにサンテレビジョン第13代社長となる。同社代表取締役を6年間勤め、2022年（令和4年）に退任し、顧問に就任する。また、公益財団法人の神戸市スポーツ協会副会長に就任した。

## メディアの役割論
サンテレビの代表取締役時代に、次の見解を述べている。
サンテレビは地域のためのメディアであり、地域におこる問題は自分たちの問題でもあるという意識をもち、解決のために一緒に考えて報道する。そこまで考えることができなくては「本当に地域に寄り添ったメディア」とはいえないし、地域局である意味がない。例えば、行政のミスを引っ張り出すまではいいが、その先に「では、いかにこの地域を良くしていくのか」という目線があるだろうか。ただ「情報を与える」という上からの目線ではなく、その先の目的が何なのかまで真っすぐ見据えて情報を伝えることが大切だ。これからはそれがないと地域で生きるメディアの価値はなくなると考えている。
また、最近フェイクニュースやまとめサイトのコピペ問題など本当に正しい情報かどうかを疑う時代になってきた。日頃、私たちは情報とどう接すればいいのか、テレビ、新聞、ラジオなどのいわゆるオールドメディアが発信する情報は当事者、あるいは警察、行政などから直接取材した一次情報が重要であり、この「情報の信頼性」が私たちメディアの命綱ともいえる。ただ、最近はオールドメディアへの信頼自体がゆらぐような事態もみられる。
例えば、官製情報などの提供する側に都合のよい情報や、記者の取材不足からくるウソの情報は視聴者が鋭く見抜く時代になった。オールドメディアの情報が信用できないということになれば終わりで、私たちにはきちんとした取材に基づく正しい情報を伝えていく役割がある。また一次情報に関わるものは、業務上知り得た情報が思わぬところでインサイダー取引などにつながる恐れがある。ソーシャルネットワーキングサービスなども大変普及しているが、一般の人なら問題ないことでも、メディアの人間は特に使い方に注意が必要で、社内でもコンプライアンスを徹底している。